# Guccio Gucci
Guccio Giovanbattista Giacinto Dario Maria Gucci (ur. 26 marca 1881 we Florencji, zm. 2 stycznia 1953 w Mediolanie) – włoski projektant mody, założyciel włoskiego domu mody Guccio Gucci S.p.A.

## Życiorys
Był synem włoskiego kupca. Pod koniec XIX wieku pracował jako windziarz w pięciogwiazdkowym Hotelu Savoy w centrum Londynu, gdzie rozwinął swoje zamiłowanie do wyszukanego smaku i elegancji. Po powrocie do rodzinnej Florencji, w 1906 roku otworzył mały rodzinny sklep wyspecjalizowany w sprzedaży toreb bagażowych i skórzanych siodeł.
W latach 20. XX wieku rozpoczął produkcję skórzanych toreb jeździeckich. Bardzo szybko zdobył renomę u odbiorców, którzy doceniali jakość wykonania i profesjonalny warsztat. Dostrzegając zapotrzebowanie, rozpoczął wytwarzanie torebek. W 1938 roku znacznie zwiększył skalę działalności, zakładając oddział w Rzymie. Siłą napędową dla młodej firmy było wejście do biznesu jego dorastających synów: Aldo, Vasco, Ugo i Rodolfo. W 1951 roku otworzyli sklep w Mediolanie, a w 1953 roku, otwierając oddział na Manhattanie, dali początek obecności przedsiębiorstwa w Stanach Zjednoczonych.